# Clintonia udensis
Clintonia udensis är en liljeväxtart som beskrevs av Ernst Rudolf von Trautvetter och Carl Anton von Meyer. Clintonia udensis ingår i släktet Clintonia och familjen liljeväxter.

## Underarter
Arten delas in i följande underarter:
- C. u. alpina
- C. u. udensis

## Bildgalleri

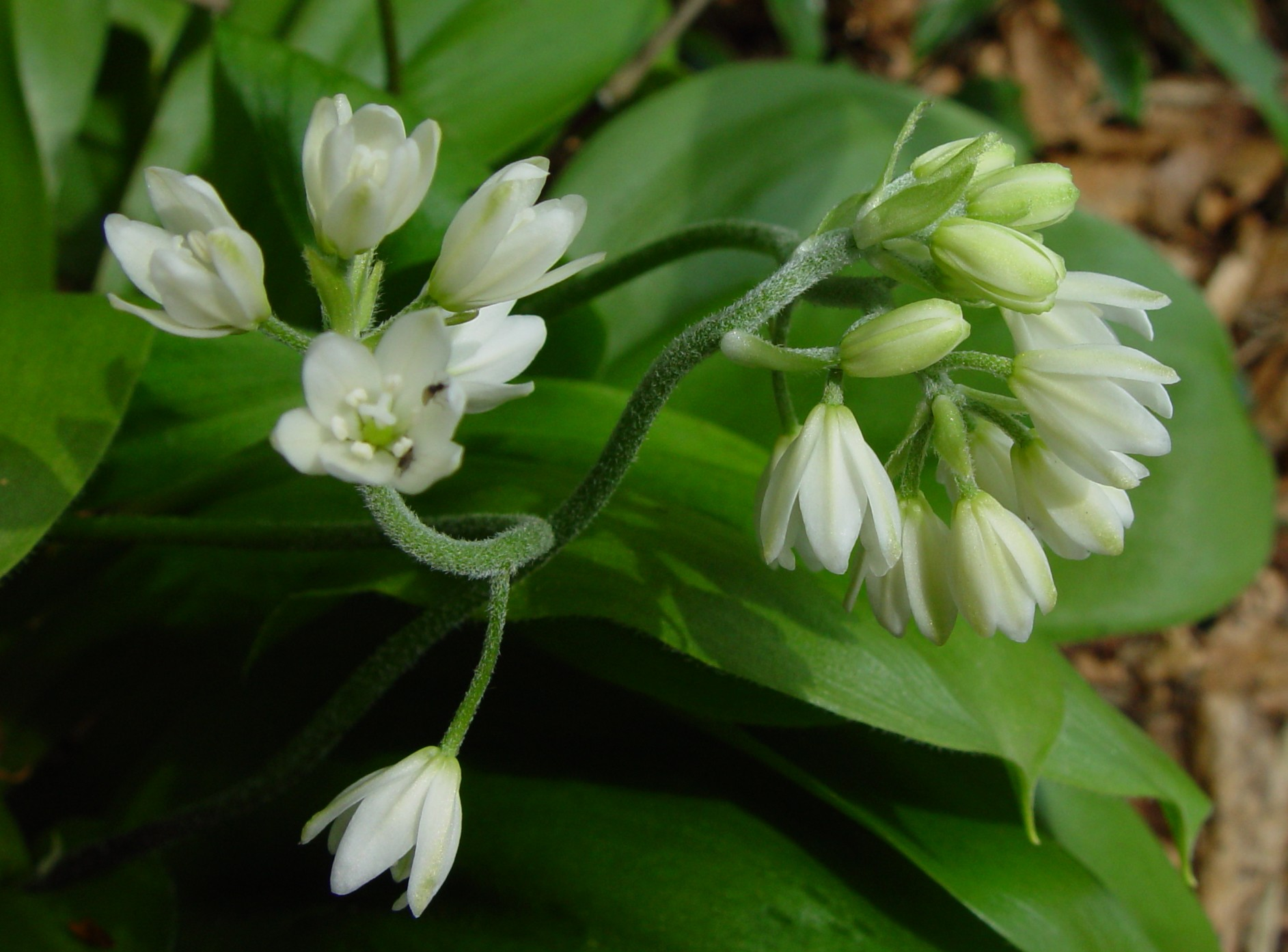
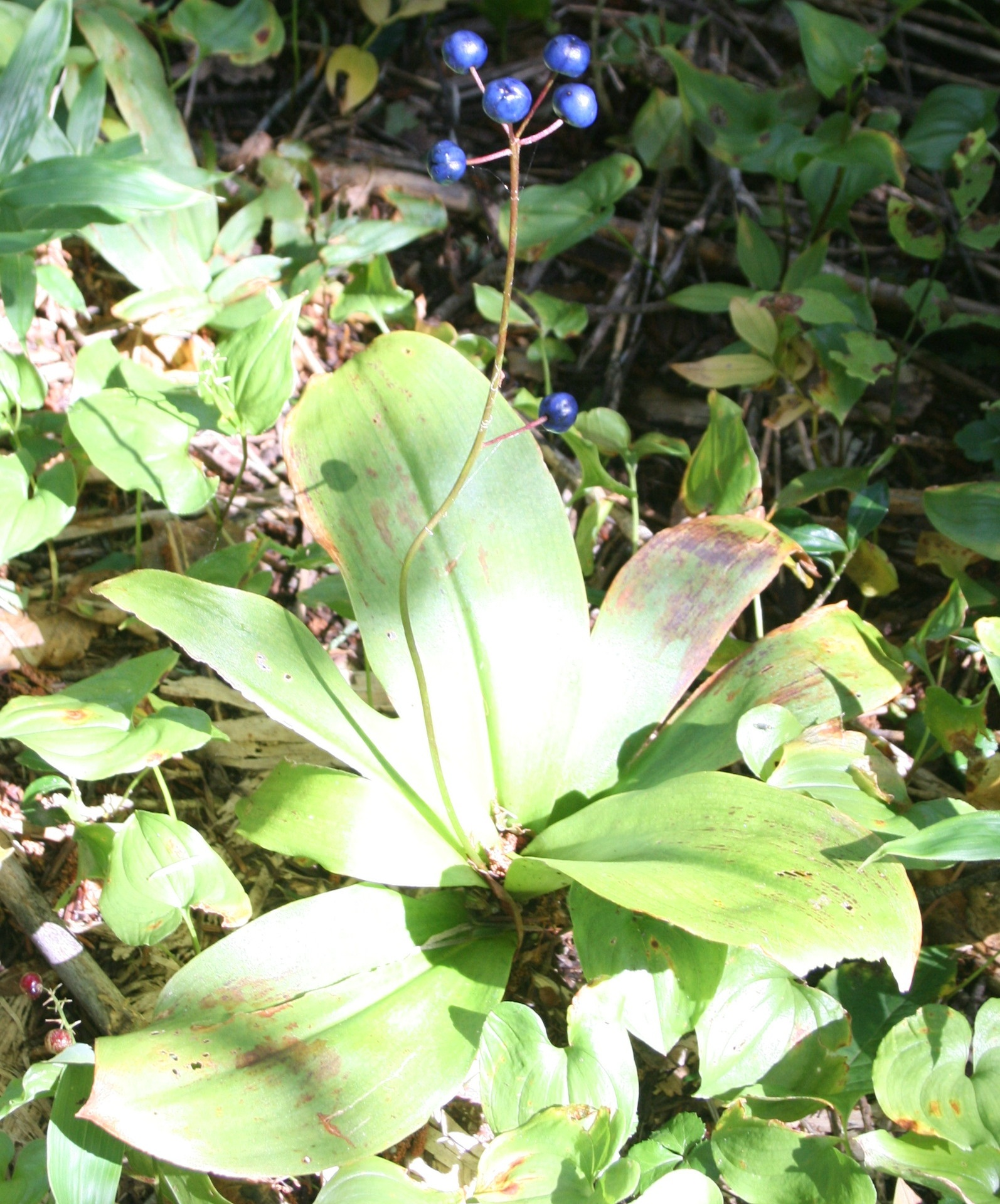
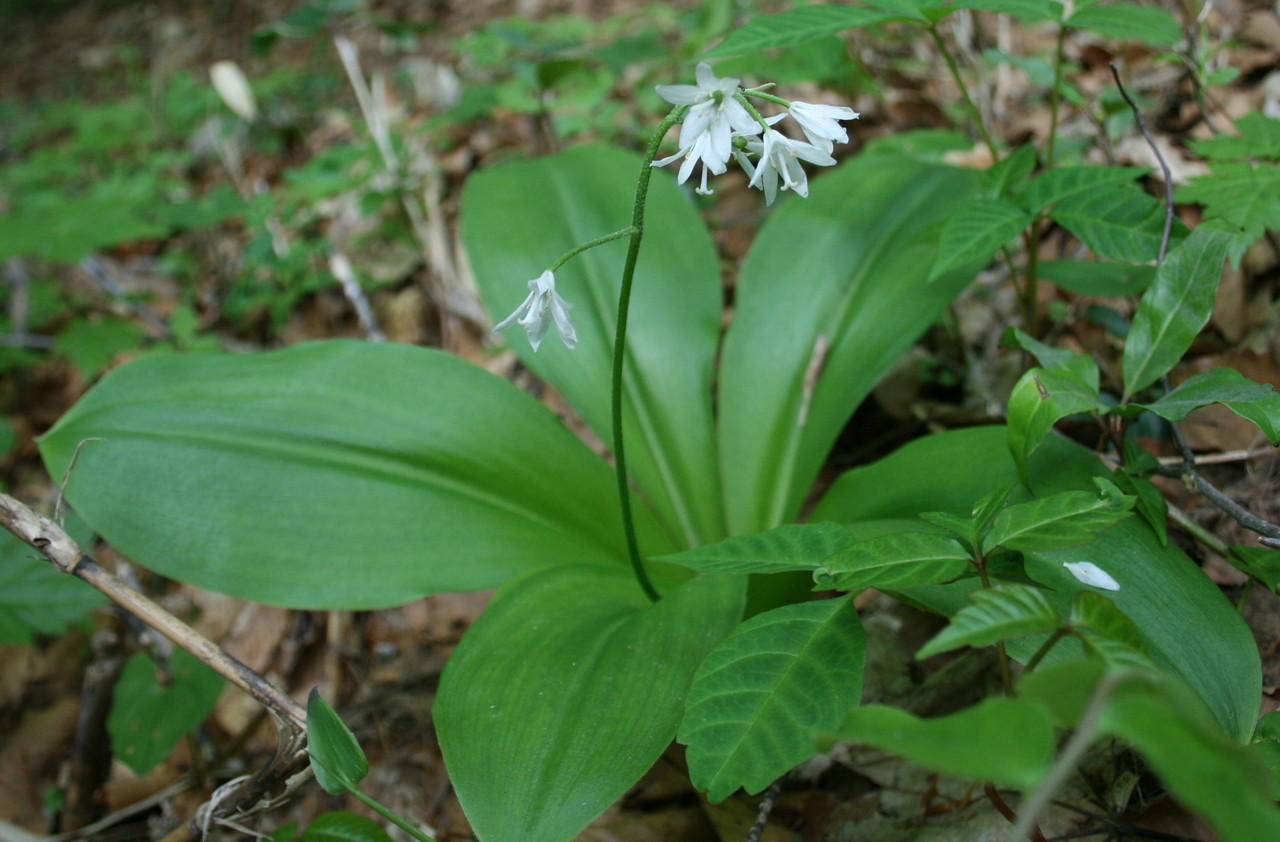
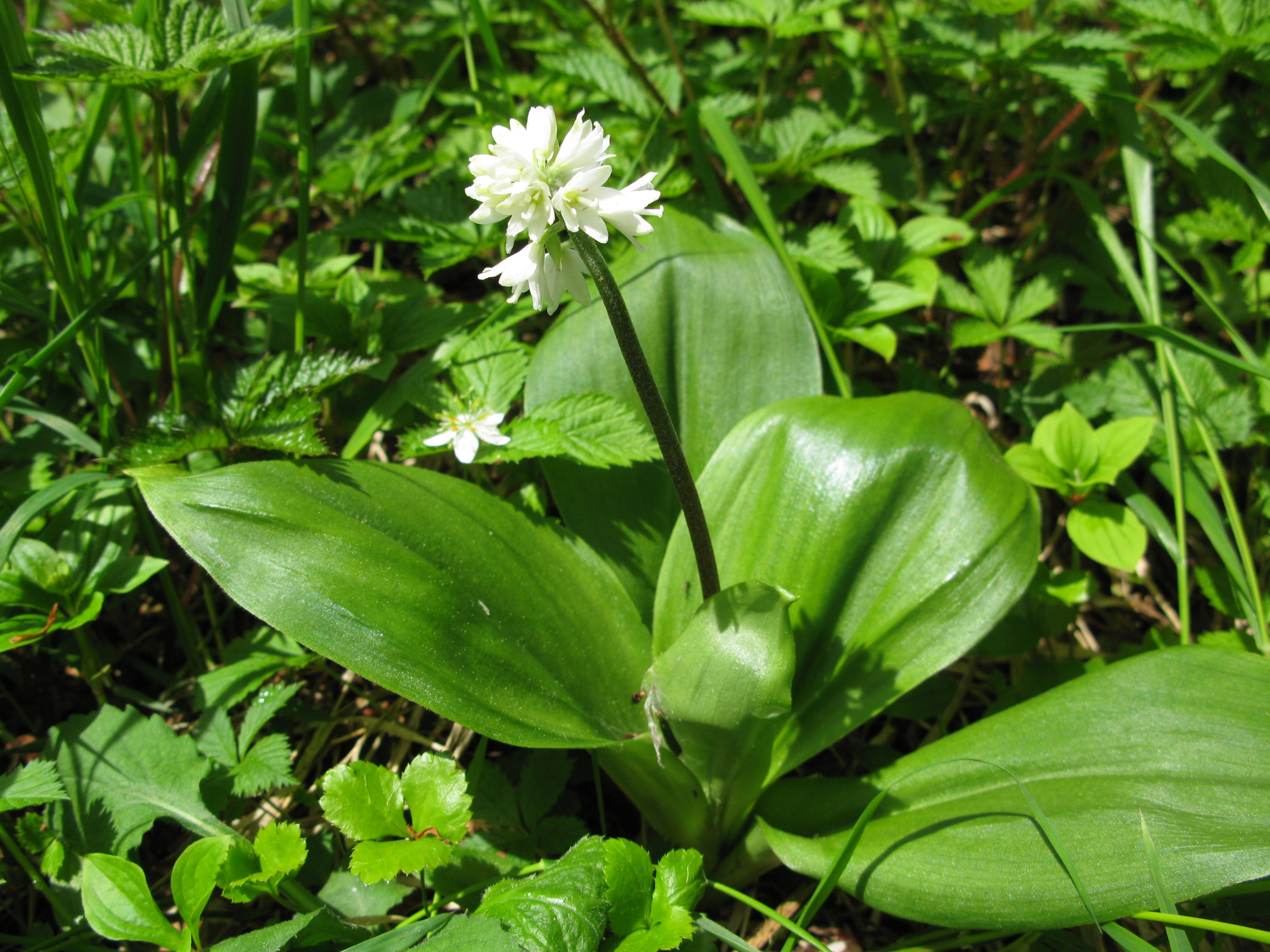
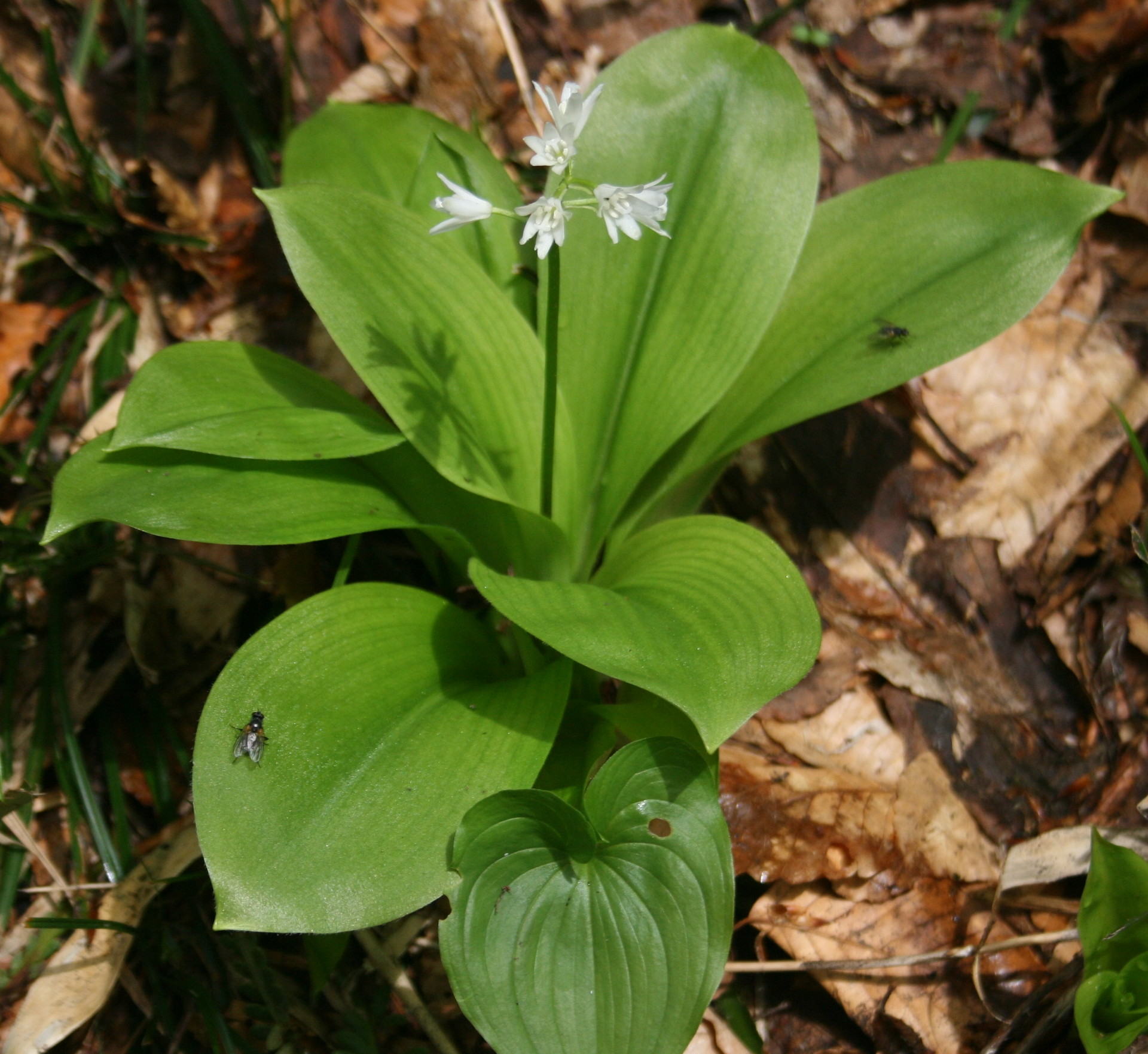